# مقاطعة ويلر (تكساس)
مقاطعة ويلر (بالإنجليزية: Wheeler  County)‏ هي إحدى المقاطعات في ولاية تكساس، الولايات المتحدة الأمريكية.